# Đồ thị cánh bướm
Trong Lý thuyết đồ thị, đồ thị cánh bướm (tiếng Anh: butterfly graph) hay còn gọi là đồ thị hình nơ (tiếng Anh: bowtie graph) là một đồ thị phẳng, có 5 đỉnh và 6 cạnh. Nó được tạo bởi 2 đồ thị tam giác ({\displaystyle C_{3}}) chung nhau một đỉnh.

## Tính chất
- Số đỉnh: 5.
- Số cạnh: 6.
- Là đồ thị liên thông, 1 - đỉnh liên thông.
- Sắc số: 3.
- Số màu cạnh: 4.
- Bán kính: 1.
- Đường kính: 2.
- Không phải là đồ thị duyên dáng.